# Тодоров, Иван Тодоров
Тодоров, Иван Тодоров (26 октября 1933 – 14 февраля 2025)  — болгарский физик-теоретик, академик Болгарской академии наук. Известен работами в области математической физики и квантовой теории поля. Внёс значительный вклад в аксиоматическую квантовую теорию поля и двумерные конформные теории.

## Биография
Иван Тодоров Тодоров родился в Софии в семье библиографа Тодора Борова. Его брат Цветан Тодоров — лингвист и философ, который жил и работал во Франции с 1963 до своей смерти в 2017. Иван Тодоров одновременно окончил физический и математический факультеты Софийского университета: защитил диссертацию в 1956 году под руководством Ярослава Тагамлицкого. После окончания университета он начал работать в Институте ядерных исследований и ядерной энергетики Болгарской академии наук (ИЯИЯЕ). С 1957 по 1971 он работал в Объединённом институте ядерных исследований в Дубне, где защитил кандидатскую и докторскую диссертации. Избран член-кореспондентом БАН в 1967 г.и академиком в 1974 г.. 
Иван Тодоров работал во многих научных институтах по всему миру, таких как Институт фундаментальных исследований в Принстоне, Нью Джерси; Массачусетский технологический институт, Объединённый институт ядерных исследований, Дубна, Россия; Институт высших научных исследований, Париж; Институт Эрвина Шрёдингера в Вене.
По случаю своего 75-летия Институт ядерных исследований и ядерной энергетики (ИЯИЯЭ) и Софийский университет организовал международную конференцию с лекторами из Болгарии, Франции, Германии, США и выпустил двухтомное печатное издание с трудами академика Тодорова и его учеников.
26 марта 2014 г. за заслуги в развитии науки академик Иван Тодоров награждён орденом Старой Планины первой степени. Он также является кавалером ордена  Ордена Народной Республики Болгарии“ второй степени (1983), медали ордена Франциска I Коллеж де Франс в Париже, Франция (1986), ордена Марина Дринова (2003), ордена святых Кирилла и Мефодия первой степени (2005) ),, медали Математического института. В.А. Стеклова РАН (2008).
Иван Тодоров умер 14 февраля 2025 года.

## Научная работа
Ивана Тодоров известен своими работами в области математической физики и квантовой теории поля (КТП). В квантовой механике известно выведенное Тодоровым в статье 1971 года уравнение Тодорова, являющееся модификацией уравнения Клейна–Гордона и описывающее пару бесспиновых частиц в связанном состоянии. Он также даёт аналитические решения уравнения .
Наряду с Николаем Боголюбовым и другими учёными, Иван Тодоров является одним из основоположников аксиоматического подхода в квантовой теории поля. Боголюбов, Логунов и Тодоров опубликовали известную монографию в этой области.
Иван Тодоров также работал над точно решаемыми двумерными конформными теориями, а также над четырёхмерными конформными теориями. В этой области Виктор Кац и Иван Тодоров ввели оператор Каца-Тодорова-Дирака.
Иван Тодоров входит в число создателей сильной школы математической физики в Болгарии, получившей признание в научных кругах.

## Внешние ссылки
- Научни публикации на Иван Тодоров
- „Математиката като метафора (Манин и Дайсън)“, статия във в. „Литературен вестник“, год. 20, бр. 1, 19 януари 2011 г. Архивировано 7 марта 2016 года., с. 11, 12, 13.
- „Иван Тодоров - българският физик, до когото се допитва Нобеловият комитет", статия публикавана в OFFNews, 4 Април 2016 г.
- „Академик Иван Тодоров и Принципът на Неопределеността“ (интервю на Белослава Димитрова), радио Бинар, 22 април 2015 г. (видео)